# Stade Frédéric-Kibasa-Maliba
Le stade omnisports Kibassa-Maliba est un stade de football situé à Lubumbashi pouvant accueillir 20 000 personnes.
Il porte aujourd’hui le nom de Frédéric Kibassa Maliba. 
Il est le 3e plus grand stade de la république démocratique du Congo (RDC) après le stade des Martyrs et le stade Tata Raphaël.
C'est là que jouait auparavant le TP Mazembe.